# Alagoa Grande
Alagoa Grande este un oraș în Paraíba (PB), Brazilia.